# Pepijn van Landen

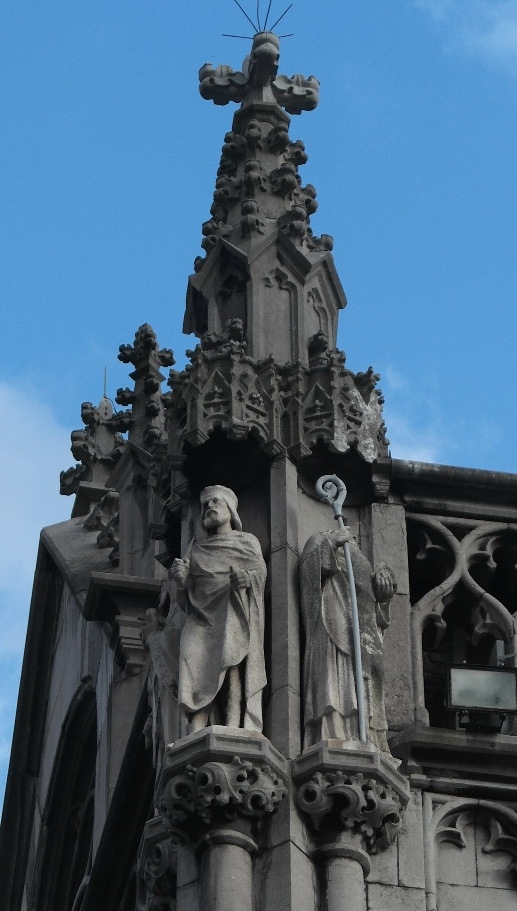
Pepijn van Landen en zijn tijdgenoot Remaclus op de façade van het provinciaal paleis te Luik

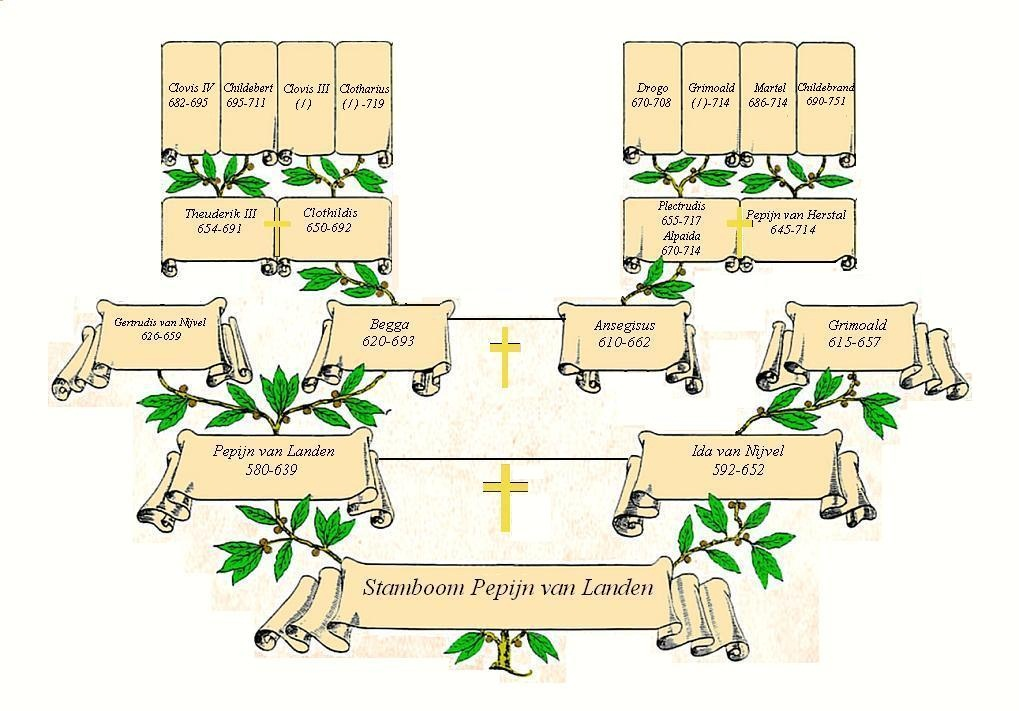
Stamboom van Pepijn van Landen

Pepijn I van Landen of de Oudere Frans:Pépin le-Vieux (ca. 580 – 21 februari 639/640 (?)) was van 623 tot 629 en vanaf 639 hofmeier van het Frankische koninkrijk Austrasië onder de Merovingische koningen Chlotharius II, Dagobert I en Sigibert III. 
Pepijn van Landen wordt in de Kronieken van Fredegar, de belangrijkste bron over zijn leven, genoemd als zoon van Carloman van Landen. Verder is over zijn afkomst weinig met zekerheid bekend. Zijn naam komt van de Vlaams-Brabantse stad Landen, zijn waarschijnlijke geboorteplaats. Pepijn was afkomstig uit een familie van grootgrondbezitters in het Maasdal. 
In 613 leidde hij met Arnulf van Metz en hofmeier Warnachar II van Bourgondië, de aristocratische opstand tegen de nieuwe minderjarige koning van Austrasië en Bourgondië, Sigibert II, en de koningin-overgrootmoeder Brunhilde van Austrasië, die de feitelijke macht bezat - de oorzaak van het conflict. De opstandelingen sloten een bondgenootschap met Chlotharius II van Neustrië. Tezamen versloegen ze de troepen van Sigibert en Brunhilde bij de Aisne, waarna Sigibert en Brunhilde werden gedood. In Andernach werd een verdrag gesloten waarin de autonomie van Austrasië en de leidende rol van de Austrasische adel werden vastgelegd.
Hij werd in 623 benoemd tot hofmeier van de in dat jaar tot (onder)koning benoemde Dagobert I. In 629 stierf koning Chlotharius II en werd Dagobert I koning over het gehele Merovingische rijk. In datzelfde jaar verloor Pepijn zijn functie en werd hij verbannen naar Orléans. Volgens de traditie was de kritiek van Pepijn op het overspel van Dagobert de aanleiding voor de verbanning. Pas na de dood van Dagobert I (19 januari 638/639) werd Pepijn wederom benoemd tot hofmeier. Hij stierf echter niet lang daarna (in 639 of 640).
Pepijn en Arnulf van Metz zijn erin geslaagd de feitelijke macht in de Frankische koninkrijken in handen van de aristocratie te leggen. Zo begon de periode van de "Vadsige of Luie koningen": de Merovingische koningen die alleen in naam regeerden terwijl de hofmeiers de feitelijke macht uitoefenden. 
Pepijn van Landen was gehuwd met Ida van Nijvel (592–652). 
Pepijn en Ida van Nijvel hadden drie kinderen:
- een dochter Begga, die trouwde met Ansegisel, de zoon van Arnulf van Metz. Een zoon uit dit huwelijk, Pepijn van Herstal, was de overgrootvader van Karel de Grote in de mannelijke lijn.
- een dochter, Gertrudis van Nijvel, samen met haar moeder stichter en eerste abdis van de abdij van Nijvel
- een zoon Grimoald die net als zijn vader hofmeier van Austrasië is geweest.

Volgens een latere legende was ook Allowin van Haspengouw, beter bekend als de heilige Bavo, een zoon van Pepijn van Landen. 
Pepijn van Landen wordt als zalige beschouwd maar is in tegenstelling tot zijn vrouw en twee van zijn kinderen niet officieel zalig verklaard. Zijn feestdag is 21 februari.

## Uitspraak naam
De naam Pepijn is een half-vernederlandste vorm van het Franse Pépin. Volgens prof. K. Roelandts luidde de middeleeuwse vorm Pippin (de tweede i is lang), een naam uit de kindertaal die ontstond uit Wil of Wig + het tweede lid bald of berht. Deze vorm evolueerde tot Wibbo en Wippo. De W in het begin van het woord werd in de kindertaal vervangen door een P (zie Pippo). In de geschiedenis van Landen is het derhalve beter van Pippijn te spreken die historisch aansluit bij de oudste bronnen.